# Vantaa
Vantaa ou Vanda (finlandês: Vantaa PRONÚNCIA; sueco: Vanda) é uma cidade e comuna do sul da Finlândia. Faz parte da área metropolitana de Helsinque, a capital do país.                                                           
Atualmente, é a 4ª maior cidade finlandesa por população, com aproximadamente 242 819 habitantes (2022).                                                                                                                  
É conhecida por estar aí localizado o Aeroporto de Helsínquia-Vantaa, servindo a capital Helsínquia com voos domésticos e internacionais.

Pertence à região de Uusimaa (finlandês: Uusimaa, sueco: Nyland)
Não tem um centro tradicional. Os bairros mais importantes de Vantaa são Tikkurila (sueco: Dickursby), Myyrmäki (sueco: Myrbacka) e Martinlaakso (sueco: Mårtensdal).
É uma cidade bilingue (tvåspråkig) com o finlandês como língua maioritária (majoritetsspråk).                                                                                                    73% da população fala finlandês como sua língua materna, e 2% utiliza o sueco como primeira língua (2022). 

Foi nesta cidade que nasceu o bicampeão mundial de Fórmula 1 em 1998 e 1999, Mika Häkkinen.
Em 11 de outubro de 2002, um ataque a bomba em um shopping na cidade matou sete pessoas.

## História
A cidade dos nossos dia está referida como uma povoaçao de nome Helsinge em 1351.                  
Nos séculos XIX, XX e XXI cresceu rapidamente, tal como Espoo.                                                            Em 1950 o município tinha apenas 15.000 habitantes.                                                              
Recebeu o estatuto de cidade em 1974.                                                                                           

## Transporte
Dispõe do Aeroporto de Helsínquia-Vantaa – o maior aeroporto internacional do país - a 19 km a norte de Helsínquia.

## Património histórico, cultural e turístico
A cidade dispõe de um património turístico e cultural, onde pode ser destacado:

- Heureka (finlandês: Tiedekeskus Heureka, sueco: Heureka ; centro de divulgação científica vocacionado para tornar os conhecimentos científicos mais facilmente compreensíveis e desenvolver métodos de ensino das ciências)
- Museu da Aviação da Finlândia (finlandês: Suomen ilmailumuseo, sueco: Finlands Flygmuseum ; museu da aviação com objetos, literatura, fotografias e aeronaves)
- Igreja de São Lourenço (finlandês: Vantaan Pyhän Laurin kirkko, sueco: Helsinge kyrka S:t Lars ; igreja medieval de pedra; século XV)